# Ivica-Tunnel
Der 2.150 m lange Ivica-Tunnel im Nordwesten Montenegros ist ein wichtiger Bestandteil der Straßenverbindung Risan–Grahovo–Žabljak. Er unterquert einen Ausläufer des Hochgebirges Durmitor und verkürzt die Fahrstrecke von Šavnik nach Žabljak drastisch.

## Bau
Der Tunnel wurde am 15. Dezember 2010 offiziell eröffnet. Die Kosten betrugen einschließlich des Straßenstückes nach Žabljak 21,2 Millionen Euro.